# Cândido Teles
António Cândido Patoilo Teles (Ílhavo, 1 de janeiro de 1921 – Ílhavo, 31 de outubro de 1999) foi um oficial do Exército e pintor português.
Filho do também pintor Amadeu Simões Teles e neto do reputado ceramista local José Patoilo, Cândido Teles foi ainda influenciado por Fausto Sampaio, pintor de Anadia que vem a conhecer em 1939 e de quem se torna discípulo. 
Na Universidade de Coimbra faz, em 1940–41 os preparatórios para a Academia Militar (então designada Escola do Exército), onde ingressa, em 1941, para frequentar o Curso de Infantaria.
Serve como oficial no Exército Português durante cerca de 30 anos, passando à reserva após o 25 de Abril. O seu percurso militar permitiu-lhe contactar com ambientes distintos de que deu testemunho na sua obra: Aveiro, Ílhavo, Açores, África (Angola, Guiné, S. Tomé e Moçambique), Madeira, Alentejo, Algarve, são lugares de que deixou testemunho na sua pintura.
Realizou dezenas de exposições individuais, das quais se destacam as retrospetivas “30 Anos de Pintura” no Museu de Évora (1969) e “40 Anos de Pintura” no Museu de Aveiro (1979).
Juntamente com outros artistas locais de renome ajudou a fundar o Movimento artístico “Aveiro-Arte”, em 1971.
Em 1977 foi convidado pelo Presidente Geral da Cruz Vermelha para reactivar a ação daquela instituição no distrito de Aveiro, tornando-se Presidente da Delegação em regime de voluntariado. Em 1990 é designado Presidente Honorário, tendo sido condecorado com a “Cruz Vermelha de Benemerência”. Já em 1993, foi agraciado com a medalha de Mérito Cultural Internacional pelo Lyons Club Santa Joana Princesa de Aveiro.
Em 1995 foi condecorado pelo Presidente da República com o grau de Oficial da Ordem de Santiago da Espada, por mérito artístico.